# Homalium crenulatum
Homalium crenulatum är en videväxtart som beskrevs av Geddes. Homalium crenulatum ingår i släktet Homalium och familjen videväxter. Inga underarter finns listade i Catalogue of Life.